# Ritsu Dōan
Ritsu Doan (堂安 律, 16 de juny de 1998) és un futbolista japonès.

## Selecció del Japó
Va debutar amb la selecció del Japó el 2018. Va disputar 15 partits amb la selecció del Japó.

## Estadístiques
| Selecció del Japó | Selecció del Japó | Selecció del Japó |
| Anys              | Partits           | Gols              |
| ----------------- | ----------------- | ----------------- |
| 2018              | 5                 | 1                 |
| 2019              | 10                | 2                 |
| Total             | 15                | 3                 |